# Spilosoma rubescens
Spilosoma rubescens är en fjärilsart som beskrevs av Gerh. 1953. Spilosoma rubescens ingår i släktet Spilosoma och familjen björnspinnare. Inga underarter finns listade i Catalogue of Life.